# Maxillaria longissima
Maxillaria longissima är en orkidéart som beskrevs av John Lindley. Maxillaria longissima ingår i släktet Maxillaria och familjen orkidéer. Inga underarter finns listade i Catalogue of Life.